# Thyasides sphagnorum
Thyasides sphagnorum är en kvalsterart som beskrevs av Herbert Habeeb 1958. Thyasides sphagnorum ingår i släktet Thyasides och familjen Thyasidae. Inga underarter finns listade i Catalogue of Life.